# Armoriale delle famiglie italiane (Dela-Deli)
Questo è l'armoriale delle famiglie italiane il cui cognome inizia con le lettere che vanno da Dela a Deli.

## Armi

### Dela
| Stemma | Casato e blasonatura |
| ------ | --- |
|        | De Lacertis (Molfetta) d'oro, al lucertolone di verde (citato in DAlena e in ) |
|        | De Lachenal (Ugines, Torino, Biella, Roma) D'oro, allo scaglione raccorciato d'azzurro, accompagnato da tre stelle di rosso, il tutto sopra una riviera d'azzurro, carica di un cigno, d'argento (citato in (18)) |
|        | De la Crête o De la Creste (Val d'Aosta) Titolo: baroni di Gignod; signori di Emarese, Sarre, Quart e Chesalet; consignori di Ayas, Bosses D'azzurro al gallo d'oro alias D'azzurro al gallo d'oro, crestato e armato di rosso alias Inquartato, al 1° di Westfalia; al 2° di La Crête; al 3° d'oro, al leone di rosso (Gignod ?); al 4° di Quart (d'argento al castello di rosso, con l'orso di nero, a destra, passante, attraversante in atto di entrare nella porta) alias Inquartato, al 1° e 4° di rosso a tre bisanti d'argento, al 2° e 3° d'oro al castello murato di nero, aperto del campo, con un leone illeopardito passante da una torre all'altra, il tutto di rosso (Leschaux), sul tutto, d'azzurro al gallo d'oro, crestato e armato di rosso alias Inquartato, al 1° e 4° d'azzurro al gallo d'oro, crestato e armato di rosso, al 2° e 3° d'oro al castello murato di nero, aperto del campo, con un leone illeopardito passante da una torre all'altra, il tutto di rosso Motto: Nil nimium (citato in (18)) |
|        | De la Court (Courmayeur) Titolo: signori di Courmayeur, Entrèves; consignori di Aymaville Inquartato, al 1° e 4° d'oro al leone di nero, armato e linguato di rosso; al 2° e 3° di Entrèves (d'argento al castello, sormontato da un sole, il tutto di rosso) alias Partito d'oro e d'argento al leone di nero (citato in (18)) |
|        | De la Crux (Sicilia) d'argento, alla croce potenziata di rosso (citato in Mango) |
|        | De la Cueva (Sicilia) d'argento, incappato d'oro, a due pali di rosso in capo ed un drago di verde in punta; alla bordatura di rosso, a otto crocette di S. Andrea di oro, 3, 2, 3 (citato in Mango) |
|        | De la Forest Titolo: consignori di Reano, Villarbasse Di verde, alla banda d'oro, inferriata di rosso alias Di verde, alla banda d'oro, inferriata di rosso, accompagnata in capo da un crescente, montante, d'argento Motto: Tout à travers (citato in (18)) |
|        | De la Forest de Divonne (Parigi, Torino, Andezeno, Pinerolo) Titolo: conti di verde, alla banda d'oro cancellata di rosso (citato in (4) – Vol. III pag. 223 e pag. 224) Di verde, alla banda d'oro, inferriata di rosso (citato in (18)) banda di oro cancellata di rosso su verde (citato in LEOM) Cimiero: aquila di nero uscente da corona ducale Motto: Tout à travers |
|        | Del Alcazar y Nero (Madrid) Titoli: Marchese dell'Isola Rossa, Conte di Montalvo, Conte di Castillo, Barone di Posada, Barone di Senis, Signore del Castello della Fava di rosso alla torre d'oro accostata da due chiavi d'argento in alto e addossate (citato in (4) – Vol. IX pag. 198) torre di oro su rosso affiancata da - 2 chiavi di argento addossate alla torre con gli ingegni all'esterno su rosso (citato in LEOM) |
|        | De Lalcelottis (Roma) (la blasonatura non è stata ancora caricata) (immagine dello Stemmario reale di Baviera.) |
|        | De Lallis (Roma) (la blasonatura non è stata ancora caricata) (immagine dello Stemmario reale di Baviera.) |
|        | De Lama (Parma, Varese) troncato: 1º d'oro all'aquila al naturale coronata del campo; 2º d'azzurro al sole d'oro irradiante un cespuglio fiorito al naturale e nodrito sulla campagna verde uscente dall'angolo sinistro della punta (citato in (4) - Vol. IV pag. 25) aquila al naturale coronata di oro su oro - cespuglio fiorito al naturale nodrito su costa erbosa di verde uscente dall'angolo destro della punta su azzurro - sole raggiante di oro in alto a sinistra su azzurro (citato in (27)) |
|        | De Lamoriciere (Roma) di rosso, alla fascia d'oro accompagnata da tre conchiglie d'argento, 2 e 1 (Immagine nell' Archivio Storico Capitolino (PDF) (archiviato dall'url originale il 23 febbraio 2017).) |
|        | De Landerset (Castellamare Adriatico, Napoli, Milano) Titoli: Nobile di Friburgo (Svizzera) di azzurro allo scaglione uscente dal lato inferiore dello scudo, recante in punta una croce latina potenziata ed una lista, posta in fascia, scorciata e sostenente un mezzo circolo, il tutto di oro (citato in (4) - Vol. IV pag. 33) scaglione uscente dalla punta di oro cimato da - crocetta potenziata dello stesso su azzurro - fascia scorciata e ridotta di oro sormontata da un mezzo cerchio dello stesso in alto su azzurro (citato in (27)) |
|        | De Lannoy 0 Noya della Noya o Di Lannoia (Molise) D'azzurro a tre leoni d'oro coronato dello stesso e linguati di rosso alias d'argento a 3 leoni coronati di verde, 2 e 1 Cimiero: un leone uscente e coronato di verde (citato in DAlena) |
|        | De Lannoy Titolo: conti di Asti D'argento, a tre leoni di verde, coronati d'oro, 2, 1 Motto: Votre plaisir Lannoy (citato in (18)) |
|        | De Lantis (Roma) (la blasonatura non è stata ancora caricata) (immagine dello Stemmario reale di Baviera.) |
|        | De la Palla (Roma) (la blasonatura non è stata ancora caricata) (immagine dello Stemmario reale di Baviera.) |
|        | De la Palma (Roma) (la blasonatura non è stata ancora caricata) (immagine dello Stemmario reale di Baviera.) |
|        | De Lapis (Cesena) (la blasonatura non è stata ancora caricata) (citato in BLCW) Immagine in Blasone Cesenate. |
|        | De la Porta o De la Porte d'Aoste (Aosta) D'oro, alla torre di rosso (citato in (18)) |
|        | De la Porte (Forez, Bard, Aosta) D'azzurro, alla torre d'argento, finestrata e mattonata di nero (citato in (18)) |
|        | Delara (Sassuolo) Gallo (citato in DAlena) |
|        | De la Ravoire Titolo: consignori di Cavallerleone Palato d'argento e di rosso, di sei pezzi, alla banda d'azzurro, attraversante (citato in (18)) |
|        | De Larderel (Livorno, Firenze) d'armellino alla gemella alzata di rosso in fascia accompagnata da un monte di borace di verde infiammato, fumante e uscente dalla punta (citato in (4) - Vol. IV pag. 61) gemella alzata in fascia di rosso accompagnata in punta da - monte di verde fumante tutto su armellino (citato in (27)) |
|        | De Laredo (Sicilia) (vedi anche Laredo di Palermo) d'azzurro, al castello a due torri d'oro, cimato su ciascuna torre da una banderuola d'argento svolazzante a sinistra ed il leone del secondo sulla porta del castello alla bordatura d'oro, caricata da otto crocette traverse di nero (citato in Mango) |
|        | De la Rochefoucauld (Parigi (Francia)) 3 scaglioni di rosso il primo senza cima su fasciato di argento e di azzurro (10 pezzi) (citato in LEOM) |
|        | De la Rochette Titolo: consignori di Villarbasse D'azzurro, a tre ferri di lancia, d'oro, 2 e 1 alias D'azzurro, a tre rocchi, d'oro, 2 e 1 (citato in (18)) |
|        | De la Rochette o Rocchetta Titolo: consignori di Dosfraires Di rosso, a tre merli di muraglia, d'argento (citato in (18)) |
|        | De la Rye (Borgogna) Titolo: marchesi di Dogliani D'argento, all'aquila di nero, armata e membrata d'oro alias D'azzurro, all'aquila d'oro alias Inquartato, al 1° e 4° di rosso, alla banda d'argento (Neuchâtel in Francia Contea), al 2° e 3° d'azzurro, all'aquila d'oro alias Inquartato, al 1° e 4° d'azzurro, all'aquila d'oro, al 2° e 3° d'azzurro, alla banda d'oro alias Inquartato, al 1° e 4° di rosso, alla banda d'argento (Neuchâtel in Francia Contea), al 2° e 3° di rosso, all'aquila d'argento (Bourgogne-Montaigu); sul tutto, inquartato d'azzurro, all'aquila d'oro, e d'azzurro, alla banda d'oro Motto: Ad splendida sursum (citato in (18)) |
|        | De la Tour d'Auvergne Titolo: signori di Villalvernia; consignori di Teruggia D'azzurro, seminato di gigli d'oro, alla torre d'argento, mattonata di nero, attraversante sul tutto (citato in (18)) |
|        | De la Tour de Gressan (Aymaville) Di nero, al leone d'argento, linguato e armato di rosso alias Di nero, al leone d'argento, linguato, immaschito e armato di rosso Motto: Praecibus et operibus (citato in (18)) |
|        | De la Tour en Voivre (Firenze) Inquartato: nel 1° e 4° di rosso, a tre leoni leoparditi, talvolta retroguardanti, d'oro, ordinati l'uno sull'altro; nel 2° e 3° di nero, alla fascia d'argento accompagnata da tre branche di leone dello stesso, 2.1, le due affrontate in scaglione, l'una posta in palo (citato in (16)) |
|        | De Laugier o Laugier o Laugieri (Iansier, Francia, Piemonte) D'argento, al leone di rosso Motto: Non fortior alter (citato in (18)) |
|        | De Laurentis (Napoletano) (la blasonatura non è stata ancora caricata) (citato in (22)) |
|        | De Laurentiis (Altamura, Modugno, Rutigliano, Santeramo, Bari) partito semitroncato nel 1º d'argento a una torre al naturale aperta di nero merlata di tre pezzi, nel 2º d'azzurro a una croce di nero uscente da un cespuglio nodrito di una campagna di verde, nel 3º di rosso al leone rampante d'oro sostenuto da una campagna di verde (citato in (29)) |
|        | De Lavanderia (Molise) (la blasonatura non è stata ancora caricata) (citato in DAlena) |
|        | De Lavesolis (Roma) (la blasonatura non è stata ancora caricata) (immagine dello Stemmario reale di Baviera.) |
|        | De la Ville sur Illon (Napoli) Titolo: conti inquartato: nel primo d'oro alla banda di rosso carica di tre aquilotti d'argento ed attraversata da un lambello d'azzurro; nel secondo di rosso all'aquila d'argento, coronata d'oro; nel terzo bandato d'azzurro e d'oro con la bordatura di rosso, al quartier franco d'argento; nel quarto d'oro alla banda di rosso carica di tre aquilotti d'argento, sul tutto d'oro alla croce di rosso, con il capo di verde carico di una banda d'argento di tre rose rosse (citato in (19)) croce di rosso su scudetto di oro con il capo di verde alla banda di argento caricata di 3 rose di rosso tutto su - 3 aquilotti di argento posti in banda su banda di rosso su oro (nel 1° e 4° quarto) - lambello a 3 gocce di rosso solo sul 1° quarto - aquila di argento coronata di oro su rosso nel 2° quarto - bandato di azzurro e di oro con bordura di rosso e quartier franco sinistro di argento sul 3° quarto (citato in LEOM)                                                   |
|        | De Lavinis (Roma) (la blasonatura non è stata ancora caricata) (Immagine nell' Archivio Storico Capitolino (PDF) (archiviato dall'url originale il 23 febbraio 2017).) |
|        | De Laye (Delfinato) D'oro, a due fasce di rosso, accompagnate da tre teste di lupo, strappate, d'azzurro, 2, 1 (citato in (18)) |
|        | De Lazara o De Lazzara (Padova) Titolo: marchesi Partito d'oro e d'azzurro, a due mezzi voli abbassati, addossati, dell'uno nell'altro alias Partito di uno e troncato di due, al 1° e 4° d'oro, all'aquila bicipite di nero, coronata sulle due teste, al 2° e 5° d'azzurro, a tre gigli d'oro, 2, 1, al 3° e 6° di rosso, alla torre d'oro, sul tutto d'azzurro, a due mezzi voli abbassati, addossati, dell'uno nell'altro (citato in (18)) |

### Delb
| Stemma | Casato e blasonatura |
| ------ | --- |
|        | Del Baglione (Firenze) Di rosso, alla fascia diminuita d'argento, accostata da due cornucopie d'oro fruttifere di verde, una posta in capo, l'altra, rivolta, posta in punta (citato in (16)) |
|        | Del Baglione o Del Baglioni (Toscana) (DE) Über blauem Schildfuß in Silber 1 auf 1 goldenen Baumstamm zuschreitender goldener Löwe, oben begleitet von 1 vierlätzigen roten Turnierkragen mit je 1 goldenen Lilie zwischen den Lätzen (citato in (23)) |
|        | Del Bagno (Firenze) Losangato d'argento e di rosso (citato in (16)) |
|        | Del Baldese (Firenze) D'argento, a tre palle di nero (citato in (16)) |
|        | Del Baldese (Toscana) (DE) In Blau 1 schwebender goldener Sechsberg, oben begleitet von 1 gestürzten silbernen Halbmond und 2 achtstrahligen goldenen Sternen 1:2 gestellt (citato in (23)) |
|        | Del Ballatoio (Firenze) Di rosso, al palo d'argento e a due spade basse decussate attraversanti dello stesso, guarnite d'oro (citato in (16)) (DE) In Rot 1 silberner Pfahl, überdeckt von 2 gestürzten, gekreuzten und goldgegrifften silbernen Schwertern (citato in (23)) |
|        | Del Balso di rosso, alla stella d'argento di sedici raggi (citato in (5) – pag. 164) |
|        | Del Balzo (Guardia dei Lombardi) di rosso alla cometa di sedici raggi d'argento (citato in Araldica di Guardia dei Lombardi.) |
|        | Del Balzo o Des Baux (Provenza) Titolo: signori di Contes, Cortandone Di rosso, alla stella (16) d'argento Motto: Au hasard Balthazard (citato in DAlena) |
|        | Del Balzo e De Bautio (Napoli) di rosso alla cometa di sedici raggi d'argento (arma antica) (citato in (22)) alias inquartato: nel 1º e 4º di rosso alla stella a 16 raggi di argento (Del Balzo); nel 2º e 3º d'oro alla cornetta d'azzurro legata e guarnita di rosso (Orange) (citato in (4) – Vol. I pag. 493, in DAlena e in (22)) alias Inquartato: nel 1° e 4° di rosso alla stella piena d'argento (16); nel 2° e 3° d'oro al corno da caccia d'azzurro legato e guarnito di rosso (citato in DAlena) alias Inquartato: nel 1° e 4° di rosso alla stella codata e di sedici raggi d'argento; nel 2° e 3° d'oro alla cornetta di verde (citato in DAlena) Notizie storiche in Nobili napoletani. |
|        | Del Balzo (Molfetta) di rosso alla stella d'argento di 16 raggi. (citato in DAlena e in ) |
|        | Del Balzo - Orsini - Orange (Molfetta) inquartato, nel 1° e 4° di de Balzo: di rosso alla stella d'argento di 16 raggi; nel 2° e nel 3° di Orange; d'oro alla cornetta d'azzurro; sul tutto, in cuore, uno scudetto di Orsini: bandato d'argento e di rosso, col capo del primo caricato di una rosa di rosso e sostenuto da una fascia d'oro caricata di una anguilla di verde ondeggiante nel verso della pezza Motto: Semper ardentius (citato in ) |
|        | Del Balzo (Gerace) d'azzurro inquartato da un filetto di nero: nel 1º e 4º al corno da caccia, nel 2º e 3º alla stella di otto raggi, il tutto d'oro (Immagine nella Raccolta stemmi Trippini (JPG).) |
|        | Del Banco (Toscana) (DE) Silber-rot gespalten, rechts 4 blaue Wellenbalken (citato in (23)) |
|        | Del Barba (Firenze) D'azzurro, alla banda diminuita di rosso accompagnata in capo da due stelle a otto punte d'oro ordinate nel senso della banda, e in punta da una testa umana rivolta di carnagione barbuta d'argento, uscente dal cantone destro della punta stessa, e sinistrata da una stella a otto punte d'oro (citato in (16)) |
|        | Del Barba (Pisa) D'oro, alla fascia di nero (citato in (16)) |
|        | Del Barbigia (Firenze) D'oro, al leone di nero, armato e lampassato di rosso (citato in (16)) (DE) In Silber 1 rotgezungter und rotbewehrter schwarzer Löwe (citato in (23)) |
|        | Del Barbigia (Toscana) (DE) In Gold 1 blauer Löwe (citato in (23)) |
|        | Del Bava (Volterra) Di verde, alla fascia d'oro accompagnata da tre stelle dello stesso, due poste in capo, e una in punta (citato in (16)) |
|        | Del Bava Arrighi di verde ala fascia d'oro accompagnata da 3 stelle di 8 raggi dello stesso, due in capo e una in punta (citato in (4) – Vol. I pag. 533) |
|        | Del Beato Bonaventura (Pistoia) Interzato in fascia d'oro, di rosso e di verde, ciascun punto caricato di una palla di nero (citato in (16)) |
|        | Del Becco (Firenze) D'argento, alla banda doppiomerlata di rosso (citato in (16)) |
|        | Del Becco (Toscana) (DE) 1 Gegenzinnenschrägbalken (citato in (23)) |
|        | Del Beccuto (Firenze) Di rosso, alla banda d'argento (citato in (16)) (DE) In Rot 1 silberner Schrägbalken (citato in (23)) alias (DE) In Rot 1 silberner Schrägbalken, im linken Obereck begleitet von 1 mit 1 roten Kreuz belegten silbernen Scheibe (citato in (23)) |
|        | Del Beccuto (Firenze) Di..., al capro saliente di... (citato in (16)) |
|        | Del Bel Gulaccio (Toscana) (DE) In Blau 3 schreitende goldene Vögel pfahlweise (citato in (23)) |
|        | Del Bello (Siena) Partito: nel 1° di..., alla pantera rampante di...; nel 2° d'oro, al leopardo illeonito d'azzurro (citato in (16)) |
|        | Del Bello (Firenze) Fasciato di sei pezzi di rosso e d'azzurro, i tre pezzi del secondo caricati di sei rose d'argento, 3.2.1 alias Di rosso, a tre fasce d'azzurro, caricate di sei rose d'argento, 3.2.1 (citato in (16)) |
|        | Del Bello (Toscana) (DE) In Rot 3 silberne Balken, der obere belegt mit 3 goldenen, der mittlere mit 2 roten und der untere mit 1 silbernen? Rose (citato in (23)) |
|        | Del Ben (Pordenone, Sacile, Porcia) Di rosso, alla cotissa d'argento caricata di tre monogrammi (B), di nero, posti in banda alias Di rosso, alla cotissa d'argento caricata di tre monogrammi (B), d'oro, posti in banda (citato in (12) e in (13)) |
|        | Del Bene (Firenze) D'azzurro, a due gigli fustati decussati d'argento (citato in (16) e in DAlena) (DE) In Blau 2 gekreuzte goldene Lilienstäbe (citato in (23)) alias D'azzurro, a due gigli fustati decussati d'argento, accompagnati in capo da un lambello a tre pendenti di rosso (citato in (16) e in DAlena) alias D'azzurro, a due gigli fustati decussati d'argento; con il capo dell'Ordine di Malta (citato in (16) e in DAlena) |
|        | Del Bene (Firenze) Di..., a tre aquilotti di..., 2.1 (citato in (16)) |
|        | Del Bene (Toscana) (DE) In Silber 1 roter Doppeladler (citato in (23)) |
|        | Del Bene Chiari (Firenze) Di..., alla banda di... accostata da due crescenti volti in banda di... alias Di..., alla banda di... accostata da due crescenti volti in sbarra di... (citato in (16)) |
|        | Del Benino (Firenze) D'argento, al liocorno inalberato di rosso (citato in (16)) (DE) In Silber 1 rotes Einhorn (citato in (23)) |
|        | Del Bertigia (Toscana) (DE) In Silber 1 schwarzer Löwe (citato in (23)) |
|        | Del Biada (Firenze) D'oro, al doppio uncino d'azzurro (citato in (16)) alias D'oro, al doppio uncino d'azzurro, con il capo d'Angiò (citato in (16)) (DE) Unter 1 blauen Schildhaupt, darin 1 vierlätziger roter Turnierkragen mit je 1 goldenen Lilie zwischen den Lätzen (Capo d'Angiò), in Gold 1 blauer Majuskelbuchstabe Z (citato in (23)) alias D'oro, al doppio uncino d'azzurro, con il capo d'Angiò, il tutto abbassato sotto il capo del Popolo fiorentino (citato in (16)) alias D'oro, al doppio uncino d'azzurro, con il capo del Popolo fiorentino (citato in (16)) (DE) Unter 1 silbernen Schildhaupt, darin 1 rotes Kreuz, in Gold 1 blauer Majuskelbuchstabe Z (citato in (23)) alias D'oro, al doppio uncino d'azzurro, abbassato sotto un lambello a quattro pendenti di rosso posto in capo (citato in (16)) (DE) In Gold 1 blauer Majuskelbuchstabe Z, oben begleitet von 1 vierlätzigen roten Turnierkragen (citato in (23)) alias (DE) Unter 1 silbernen Schildhaupt, darin 1 oben beidseitig von je 1 silbernen? Majuskelbuchstaben A bewinkeltes rotes Kreuz, in Gold 1 blauer Majuskelbuchstabe Z, überhöht von 1 vierlätzigen roten Turnierkragen (citato in (23)) alias (DE) Unter 1 silbernen Schildhaupt, darin 1 rotes Johanniterkreuz (Capo di San Stefano), in Gold 1 schwarzer Majuskelbuchstabe Z (citato in (23)) alias Di..., alla croce di..., caricata nel braccio inferiore di un doppio uncino di... (citato in (16)) |
|        | Del Biada (Toscana) (DE) In Blau 1 goldener Majuskelbuchstabe Z (citato in (23)) |
|        | Del Biada (Toscana) (DE) Unter 1 silbernen Schildhaupt, darin 1 rotes Kreuz, in Silber 1 blauer Majuskelbuchstabe Z, überhöht von 1 vierlätzigen roten Turnierkragen (citato in (23)) |
|        | Del Bianco (Firenze) Di rosso, alla fascia d'argento caricata di una crocetta del campo posta in mezzo a due gigli dello stesso (citato in (16)) alias Di rosso, alla fascia d'argento caricata di una crocetta del campo posta in mezzo a due gigli dello stesso, con il capo d'Angiò (citato in (16)) (DE) Unter 1 blauen Schildhaupt, darin 1 vierlätziger roter Turnierkragen begleitet von je 1 goldenen Lilie zwischen den Lätzen (Capo d'Angiò), in Rot 1 silberner Balken, belegt mit 1 roten Lilie, 1 roten Kreuz und 1 roten Lilie (citato in (23)) alias Di rosso, alla fascia d'argento caricata di una crocetta del campo posta in mezzo a due gigli dello stesso, con il capo d'argento caricato di un lambello a quattro pendenti di rosso (citato in (16)) |
|        | Del Bianco (Firenze) Di..., al cespuglio di..., nodrito sul terreno al naturale, e sormontato da un lambello a tre pendenti di... (citato in (16)) |
|        | Del Bianco (Pisa) D'argento, al leone rivolto di rosso (citato in (16)) |
|        | Del Bicchieraio (Siena) Di rosso, alla bottiglia d'argento sinistrata da un bicchiere dello stesso (citato in (16)) |
|        | Del Bientina (Firenze) D'azzurro, al busto femminile nudo di carnagione, posto in profilo e ingolato da una testa di rettile al naturale uscente in palo dalla punta dello scudo alias D'azzurro, al busto femminile nudo di carnagione, posto in profilo e ingolato da una testa di pesce al naturale uscente in palo dalla punta dello scudo (citato in (16)) |
|        | Del Biondo (Firenze) Di..., al monte a sei cime di..., sormontato da una stella a otto punte di... (citato in (16)) |
|        | Del Bolognese (Firenze) D'azzurro, al delfino guizzante in palo d'oro, orecchiuto di rosso (citato in (16)) |
|        | Del Bono (Parma, Roma) d'azzurro ad un monte di rosso sostenente una palla d'argento accompagnata da 3 stelle dello stesso, poste in sbarra due a destra e una a sinistra (citato in (4) – Vol. II pag. 124) |
|        | Del Bono (Palermo) d'azzurro, a tre scogli d'oro, moventi dalla punta, sostenenti una nave dello stesso sormontata nel capo dall'arcobaleno al naturale (citato in (4) – Vol. II pag. 125, in Mango e in (27)) Notizie storiche in Famiglie nobili di Sicilia. |
|        | Del Bono (Siena) D'argento, alla croce d'azzurro caricata di cinque stelle a sei punte d'oro, 1.3.1 (citato in (16)) |
|        | Del Bono (Prato) Trinciato d'oro e di rosso, al cane rampante dell'uno nell'altro, collarinato del primo, e alla banda attraversante d'argento; il tutto sormontato da un lambello a quattro pendenti di rosso alias Trinciato d'oro e di rosso, al cane rampante dell'uno nell'altro, collarinato del primo, e alla banda attraversante d'argento; il tutto sormontato da un lambello a quattro pendenti di rosso, e a tre gigli di... posti tra i pendenti del lambello (citato in (16)) |
|        | Del Bono (Pisa) D'oro, alla branca di leone d'azzurro, uscente dal fianco sinistro dello scudo (citato in (16)) |
|        | Del Bono (Firenze) D'azzurro, allo scaglione d'oro (citato in (16)) |
|        | Del Bono (Firenze) D'argento, al massacro di capro di nero (citato in (16)) |
|        | Del Bono (Firenze) D'oro, alla branca di leone posta in banda d'azzurro alias D'oro, alla branca di leone posta in palo d'azzurro (citato in (16)) |
|        | Del Borgo (Abruzzo) (la blasonatura non è stata ancora caricata) (citato in DAlena) |
|        | Del Borgo o Dal Borgo (Toscana) (DE) In Rot 1 silberner Hund (citato in (23)) |
|        | Del Bosch o Vosch (Messina) spaccato di rosso e d'oro, al tronco diramato e sdradicato dell'uno e dell'altro (citato in (27)) Notizie storiche in Famiglie nobili di Sicilia. |
|        | Del Bosco (Molise) (la blasonatura non è stata ancora caricata) (citato in DAlena) |
|        | Del Bosco Titolo: marchesi di Bosco Marengo (sec. XII), Ponzone (sec. XII), Ussecio (sec. XII); signori di Arquata, Belforte, Campo, Capriata, Cartosio, Cassinelle, Castelferro, Castellazzo, Cavatore, Cremolino, Fresonara, Gazzo, Grognardo, Lerma, Maranzana, Marengo, Masone, Melazzo, Mirabello, Molare, Montechiaro, Morbello, Morsasco, Novi, Orsara, Ovada, Ponzano, Pozzolo Formigaro, Prasco, Rossiglione, Silvano d'Orba, Stella, Tagliolo, Trisobbio, Varazze Troncato d'azzurro e d'argento, al leone attraversante, dell'uno nell'altro, linguato e immaschito di rosso, tenente con la zampa anteriore destra un albero di verde, con i rami decussati alias Troncato di rosso e d'oro, all'albero secco al naturale Motto: San Giorgio! (citato in DAlena) |
|        | Del Bosco (Sicilia) spaccato d'oro e di rosso, al tronco d'albero diramato e stadicato dell'uno nell'altro (citato in Mango) |
|        | Del Braccio (Firenze) D'azzurro, al destrocherio di carnagione vestito di rosso, con la mano indicante verso il cantone sinistro del capo (citato in (16)) |
|        | Del Branca (Firenze) D'oro, a due branche di leone decussate di rosso (citato in (16)) (DE) In Gold 2 gekreuzte abgerissene rote Löwenpranken (citato in (23)) |
|        | Del Bria (Toscana) (DE) Gold-blau schräggeteilt im Zahnschnitt, darin 2 achtstrahlige Sterne in verwechselten Tinkturen (citato in (23)) |
|        | Del Bria (Toscana) (DE) Silber-blau schräggeteilt im Zahnschnitt, darin 2 achtstrahlige Sterne in verwechselten Tinkturen (citato in (23)) |
|        | Del Bria (Toscana) (DE) In Silber 1 naturfarbener Laubbaum, beidseitig begleitet von je 1 achtstrahligen blauen Stern (citato in (23)) |
|        | Del Bruno (Firenze) D'azzurro, alla gemella in fascia d'oro, sostenente un monte di tre cime dello stesso (citato in (16)) |
|        | Del Bue (Milano) di azzurro, al bue fermo sopra un ristretto di terreno, al naturale, accompagnato da tre stelle (8) d'oro (citato in (4) – Vol. II pag. 199) |
|        | Del Bue (Cremona) Titolo: nobili d'azzurro al bue al naturale, fermo sopra una terrazza dello stesso, accompagnato da tre stelle di otto raggi d'oro, due in capo e una in punta (citato in BLCR) Immagine in Blasonario Cremonese (archiviato dall'url originale il 7 aprile 2014). |
|        | Del Bufalo (Roma) triangolato di rosso e d'oro al rincontro di bufalo di nero, anellato d'azzurro e caricato sulla fronte di un nastro svolazzante d'argento colla leggenda Ordo di nero (Immagine nell' Bufalo.pdf#view=fit&navpanes=1 Archivio Storico Capitolino.) |
|        | Del Bufalo della Valle (Roma, Aquila) triangolato di rosso e d'oro al rincontro di bufalo di nero, anellato d'azzurro e caricato sulla fronte di un nastro svolazzante d'argento colla leggenda Ordo di nero (citato in (4) – Vol. II pag. 201) |
|        | Del Bufalo della Valle (Roma) (la blasonatura non è stata ancora caricata) (Immagine nell' Bufalo della Valle.pdf#view=fit&navpanes=1 Archivio Storico Capitolino.) |
|        | Del Bugliaffa (Fiurenze) D'oro, al leone di nero, lampassato di rosso (citato in (16)) |
|        | Del Bulletta (Firenze) D'argento, alla banda di rosso e alla gemella in fascia attraversante d'azzurro, sostenente un leone nascente dello stesso alias Interzato in fascia: nel 1° d'oro, al leone di verde, armato e lampassato di rosso, nascente dalla partizione; nel 2° di verde, alla gemella in fascia d'oro; nel 3° d'argento, alla banda di rosso caricata di tre chiodi di nero (citato in (16)) |
|        | Del Bulletta (Toscana) (DE) In Silber 2 blaue Balken, 1 erniedrigten roten Schrägbalken überdeckend, der obere besetzt mit 1 wachsenden blauen Löwen (citato in (23)) |
|        | Del Bulo o Del Bel Culaccio o Del Bel (Toscana) (DE) In Rot 3 blaue Balken, der obere belegt mit 3, der mittlere mit 2, der untere mit 1 silbernen Rose (citato in (23)) |
|        | Del Buono (Toscana) (DE) In Silber 1 schwarzer Widder von vorn (citato in (23)) |
|        | Del Buono (Toscana) (DE) In Gold 1 schräggelegte abgerissene blaue Löwenpranke (citato in (23)) |
|        | Del Buono (Toscana) (DE) In Blau 1 erniedrigter goldener Sparren (citato in (23)) |
|        | Del Buono o Del buono Carbonaio (Toscana) (DE) In Gold 1 blauer Winkelschildfuß, belegt mit 1 goldenen Rose (citato in (23)) |
|        | Del Buono (Toscana) (DE) Blau-gold schräggeteilt im Zahnschnitt (citato in (23)) |

### Delc
| Stemma | Casato e blasonatura |
| ------ | --- |
|        | Del Caccia (Firenze) D'oro, alla branca di leone posta in banda di rosso (citato in (16)) (DE) In Gold 1 schräggelegte abgerissene rote Löwenpranke (citato in (23)) alias D'oro, alla branca di leone posta in banda di rosso, accompagnata in capo dallo scudetto di Pisa (citato in (16)) alias D'oro, alla branca di leone posta in banda di rosso, abbassato sotto il capo d'Angiò (citato in (16)) |
|        | Del Caccia (Siena) D'azzurro, al calice d'oro (citato in (16)) |
|        | Del Cairo o Cayro (Lombardia) d'azzurro al castello d'argento torricellato di tre pezzi, poggiato su due nubi d'argento, sormontato da tre crescenti montanti d'argento male ordinati alias d'argento terrazzato di verde, all'albero dello stesso, con un leone rampante di rosso contro l'albero (citato in DAlena) |
|        | Del Cammello (Firenze) Di rosso, al cammello (o dromedario) passante d'oro (citato in (16)) |
|        | Del Campana (Firenze) D'azzurro, alla campana d'oro battagliata di nero, e alla banda attraversante di rosso caricata di tre stelle a otto punte d'oro (citato in (16)) |
|        | Del Campana (Firenze) D'azzurro, alla campana d'argento caricata di una banda d'oro sovraccaricata di tre stelle a otto punte d'argento alias D'azzurro, alla campana d'argento caricata di una banda di rosso sovraccaricata di tre stelle a otto punte d'argento (citato in (16)) |
|        | Del Campana (Toscana) (DE) In Blau 1 goldener Löwe mit 2 Pranken 1 naturfarbenes Gewehr haltend (citato in (23)) |
|        | Del Campo (Valenza, San Salvatore) Titolo: signori di Rischèlde [sic] nelle Fiandre Di rosso, al castello d'oro, con il capo del secondo, carico di un'aquila di nero Motto: Virtus omnia vincit (citato in (18)) |
|        | Del Campo o Lo Campo (Sicilia) d'argento, a tre aquile spiegate di rosso, ed il capo del secondo (citato in Mango) |
|        | Del Campo Lomena Gallarati (Parma) Titolo: Barone del S. R. I. partito: 1º troncato: a) di azzurro alle 3 aquile bicipiti di nero, disposte, due e una;b) di rosso con la fascia d'oro sulla partizione; 2º d'argento al grifo rampante alato al naturale con la sbarra attraversante e caricata di tre rose di rosso (citato in (4) – Vol. II pag. 260) |
|        | Del Cane (Firenze) Troncato d'argento e di nero, al cane rampante dell'uno nell'altro, lampassato e collarinato di rosso alias D'argento, al cane rampante di nero collarinato e guinzagliato di rosso, legato a un albero di pino sradicato di verde (citato in (16)) |
|        | Del Canto (Firenze) Partito d'argento e d'azzurro, a due pesci posti in palo addossati, dell'uno nell'altro alias Partito d'argento e d'azzurro, a due delfini posti in palo addossati, dell'uno nell'altro (citato in (16)) |
|        | Del Cappa (Firenze) Di rosso, a due mazze d'arme decussate d'oro, accompagnate in capo dallo scudetto di Firenze (citato in (16)) |
|        | Del Carretto (Finale, Napoli) d'oro a cinque bande di rosso (FR) d'or à cinq bandes de gueules Lo scudo accollato all'aquila dell'impero, sovrapposta ad un carretto all'antica, trascinato da due leoni il tutto d'oro (citato in (4) - Vol. II pag. 345 e Vol. III pag. 383 e in DAlena) |
|        | Del Carretto Titolo: marchesi di Bagnasco, Balestrino, Bossolasco, Camerano, Carretto, Caselle, Clavesana, Dego, Farigliano, Finale, Garessio, Gorzegno, Grana, Lesegno, Moncrivello, Monforte e Novello, Saliceto, Torricella, Verduno, Zuccarello; conti di Garlenda, Gorrino, Loreto, Millesimo; signori di Aquila, Arnasco, Barolo, Benevello, Bergolo, Bistagno, Borgomale, Bormida, Borzoli, Bosia, Bozzole, Bubbio, Cairo Montenotte, Calice, Camerana, Camo, Castelvero, Castino, Cengio, Ceretto, Denice, Gottasecca, Lequio, Lodisio, Mallere, Margarita, Massimino, Mioglia, Mombaldone, Mombasiglio, Mombercelli, Monesiglio, Murialdo, Pareto, Ponti, Prunetto, Retorto e Portanova, Roccaverano, Rocchetta Palafea, Ruffia, Sala, S.ta Giulia, Sassello, Serralunga, Sessame, Sinio, Spigno, Strevi, Ticineto, Torre Bormida, Vesime, Volpiano; consignori di Arguello, Castelletto d'Erro, Castelletto Uzzone, Castellinaldo, Castellino Torinese, Ceva, Cocconato, Conzano, Felizzano, Genola, Loazzolo, Mombarcaro, Montechiaro, Murisengo, Orsara, Ottiglio, Perlo, Priola, Quattordio, Roascio, Roccasterone, S. Stefano d'oro a cinque bande di rosso. Lo scudo accollato all'aquila bicipite imperiale; il tutto sostenuto da un carretto all'antica, trainato da due leoni passanti, il tutto d'oro Motto: Willigiss - Ad meliora - Celeritate et mora (citato in (4) – Vol. II pag. 341 e in (18)) |
|        | Del Carretto o Pignone del Carretto (Molise) D'azzurro alla fascia d'oro accompagnata da 5 pigne del medesimo, delle quali 3 nella parte superiore (citato in DAlena) |
|        | Del Carretto (Sicilia) d'oro, a cinque bande di rosso alias di rosso, al carro tirato da quattro leoni coronati, guidati da un uomo armato, impugnante con la destra la spada sguainata e con la sinistra il freno, il tutto d'oro; e l'aquila spiegata e coronata di nero, caricata nel petto da uno scudo d'oro, a cinque bande di rosso, posta nel canton sinistro del capo (citato in Mango) |
|        | Del Carriglio o Carrillo (Sicilia) d'azzurro, al castello, torricellato di tre pezzi d'oro, aperto e finestrato del campo (citato in Mango) |
|        | Del Casato (Firenze) D'azzurro, alla casa d'argento turrita dello stesso e embricata di rosso (citato in (16)) |
|        | Del Castillo o De Castilla o Castiglia (Sicilia) Titolo: signore di Vacco, Vaccotto; marchese di S. Isidoro, Tortorici d'argento, al castello torricellato di tre pezzi di rosso, aperto e finestrato di nero, e la banda dello stesso attraversante; con la bordatura di rosso, caricata di otto anelli d'oro (citato in Mango e in (27)) banda di nero su - castello (3 torri) di rosso su argento aperto e finestrato di nero - bordura di rosso caricata da 8 cerchietti di oro (citato in LEOM) Notizie storiche in Famiglie nobili di Sicilia. |
|        | Del Castillo o Castiollo (Sicilia) (di rosso, alla torre d'argento, merlata di quattro pezzi alla ghibellina, aperta e finestrata di nero, movente dalla punta) (citato in Mango) |
|        | Del Castrone (Roma, Sicilia) d'azzurro, alla fascia d'oro, sostenuta da due bande dello stesso e sormontata dal leone d'oro passante alias troncato; nel 1° d'oro, al leone passante di nero; nel 2° d'oro, a tre bande di nero, sostenenti il leone (citato in Mango) |
|        | Del Cavallina (Firenze) Troncato: nel 1° d'argento, al leone leopardito rivolto e retroguardante d'oro, coronato dello stesso, caricato dello scudetto del Popolo fiorentino e tenente con la branca anteriore sinistra un giglio bottonato di rosso; nel 2° d'azzurro, al cavallo nudo corrente d'argento; con la fascia diminuita di rosso passata sulla troncatura e caricata di una stella a sei punte posta fra due stelle a otto punte, tutte d'oro (citato in (16)) |
|        | Del Castillo (Palermo) Titolo: marchese di Sant'Isidoro, marchese di Tortorici, signore di Vacco e Vaccotto, marchese della Gran Montagna d'argento al castello di tre torri di rosso, fondato nella punta dello scudo, aperto e finestrato di nero, attraversato da una banda dello stesso calore, con la bordatura di rosso, caricata da otto cerchi d'oro (citato in (19)) |
|        | Del Cece (Firenze) Di nero, al cigno d'argento (citato in (16)) |
|        | Del Cece (Firenze) Di..., a tre aquilotti dal volo abbassato di..., 2.1 (citato in (16)) |
|        | Del Cecino (Firenze) Partito d'argento e di rosso, a due spade appuntate in punta dell'uno nell'altro; la prima accompagnata in capo da una crocetta patente di rosso (citato in (16)) |
|        | Del Cegia (Firenze) D'azzurro, al leone d'oro e alla banda attraversante di rosso (citato in (16)) |
|        | Del Cena (Toscana) (DE) Durch 1 goldene Rechtskrücke gespalten, rechts in Blau, links 5mal gold-rot schräglinksgeteilt (citato in (23)) |
|        | Del Cerna (Firenze) Partito: nel 1° d'azzurro, alla croce d'oro uscente dalla partizione; nel 2° sbarrato di sei pezzi d'oro e di rosso (citato in (16)) |
|        | Del Cheppia (Toscana) (DE) In Gold 1 roter Schrägbalken, belegt mit 3 silbernen Rosen (citato in (23)) |
|        | Del Chiaro (Pisa) Di rosso, alla fascia d'azzurro, accompagnata da sei rose d'argento, 3.3 (citato in (16)) |
|        | Del Chiaro (Toscana) (DE) In Silber 3 zunehmende rote Halbmonde, 2:1 gestellt (citato in (23)) |
|        | Del Chiaro (Toscana) (DE) In Gold 3 liegende rote Halbmonde, 2:1 gestellt (citato in (23)) |
|        | Del Chiaro (Toscana) (DE) In Silber 3 schräglinks nach oben gewendete rote Halbmonde schrägbalkenweise (citato in (23)) |
|        | Del Chiaro (Toscana) (DE) Rot-silber gespalten und überdeckt von 1 blauen Schrägbalken (citato in (23)) |
|        | Del Chiaro (Toscana) (DE) In Blau 1 roter Löwe, mit 2 Pranken 1 achtspeichiges goldenes Rad haltend (citato in (23)) |
|        | Del Chiaro (Toscana) (DE) Silber-blau geteilt und überdeckt von 1 roten Balken, oben 1 natürlicher aufbrechender blauer Himmel, überdeckt von 1 strahlenden, gesichteten Sonne an der Teilungslinie (citato in (23)) |
|        | Del Chiaro (Toscana) (DE) In Blau 1 achtstrahliger goldener Stern, 3 silberne Löwenköpfe von vorn und 1 schwebender goldener Sechsberg, 1:1:2:1 gestellt (citato in (23)) |
|        | Del Chiaro Albizzelli (Firenze) D'argento, a tre crescenti volti in banda, divisi nel senso della figura d'azzurro e di rosso, 2.1 alias D'oro, a tre crescenti volti in banda di rosso, 2.1 (citato in (16)) |
|        | Del Chiaro Cennini (Firenze) D'azzurro, all'albero al naturale, nodrito su un monte di sei cime d'oro (citato in (16)) |
|        | Del Chiaro Terzi (Firenze) D'azzurro, al rettile passante d'oro, accompagnato in capo da un sole dello stesso, e in punta da una fiamma di rosso (citato in (16)) |
|        | D'Elci di rosso all'aquila bicipite d'oro coronata dello stesso Motto: Stringimus dum stringimur (citato in (4) – Vol. II pag. 204) |
|        | Del Cica (Firenze) D'azzurro, al cane d'argento, lampassato e collarinato di rosso, nascente da un barile coricato d'oro (citato in (16)) |
|        | Del Ciegia (Toscana) (DE) In Blau 1 goldener Löwe, überdeckt von 1 schwarzen Schrägfaden (citato in (23)) |
|        | Del Cinque (Roma) leone rampante di oro - 3 stelle (5 raggi) dello stesso una in alto una a sinistra e una in basso su azzurro (citato in LEOM) |
|        | Del Cinque (Roma) (la blasonatura non è stata ancora caricata) (Immagine nell' Archivio Storico Capitolino (PDF) (archiviato dall'url originale il 17 febbraio 2017).) |
|        | Del Cipolla (Colle) Troncato: nel 1° d'argento, all'aquila dal volo spiegato di nero; nel 2° d'oro, alla resta di cipolle d'argento posta in fascia, fornita di sei cipolle di rosso, ordinate tre per lato (citato in (16)) |
|        | Del Cittadino (Firenze) D'oro, al leone di rosso, sedente sul terreno di verde e tenente una spada d'argento; con il capo d'Angiò alias D'oro, al leone al naturale, sedente sul terreno di verde e tenente una spada d'argento; con il capo d'Angiò alias D'oro, al leopardo di rosso, sedente sul terreno di verde e tenente una spada d'argento; con il capo d'Angiò alias D'oro, al leopardo al naturale, sedente sul terreno di verde e tenente una spada d'argento; con il capo d'Angiò (citato in (16)) |
|        | Del Colle (Molise) (la blasonatura non è stata ancora caricata) (citato in DAlena) |
|        | Del Colle o Colli o Kolle (Sicilia) d'argento, al monte di verde, e la T maiuscola di nero, sulla cima (citato in Mango) |
|        | Del Conte (Milano) d'argento, al cavaliere armato al naturale, col cimiero ornato di rosso, tenente una lancia con la mano destra, vestito di rosso, su un cavallo di nero, gualdrappato di rosso, sulla campagna di verde (Immagine nella Raccolta stemmi Trippini (JPG).) |
|        | Del Conte (Roma) (la blasonatura non è stata ancora caricata) (immagine dello Stemmario reale di Baviera.) |
|        | Del Corda (Livorno) Trinciato: nel 1° d'azzurro pieno; nel 2° palato di sei pezzi di verde e di rosso; alla banda d'argento passata sulla trinciatura, e al grifone d'oro attraversante sul tutto e tenente con le branche anteriori un pezzo di corda al naturale (citato in (16)) |
|        | Del Corno (Firenze) D'azzurro, al corno da caccia d'argento, legato di rosso (citato in (16)) |
|        | Del Corno (Toscana) (DE) In Blau 1 naturfarben bebandetes goldbeschlagenes silbernes Jagdhorn (citato in (23)) |
|        | Del Corno (Toscana) (DE) Unter 1 roten Schildhaupt in Blau 1 naturfarben bebandetes goldbeschlagenes silbernes Jagdhorn (citato in (23)) |
|        | Del Corona (Firenze) inquartato: nel 1º e 4º d'argento al carro rustico di rosso col timone alzato e posto in sbarra; nel 2º e 3º di rosso pieno; in cuore, sull'inquartatura, un giglio di Firenze d'oro; al capo d'oro caricato di un'aquila di nero coronata del campo, sostenuto di azzurro (citato in (4) – Vol. II pag. 543) alias Inquartato: nel 1° e 4° d'argento, al carro posto in banda al naturale; nel 2° e 3° di rosso pieno; con il giglio bottonato d'oro attraversante sull'inquartatura; il tutto abbassato sotto il capo d'oro, sostenuto da una divisa d'azzurro e caricato di un'aquila dal volo spiegato di nero, coronata d'oro e accostata da due fili di corona del Rosario al naturale, disposti a padiglione (citato in (16)) |
|        | Del Corso (Firenze) D'azzurro, alla banda d'oro (citato in (16)) (DE) In Blau 1 goldener Schrägbalken (citato in (23)) |
|        | Del Cotone (Siena) Di rosso, al leone losangato d'argento e d'azzurro alias Partito: nel 1° d'oro, al leone di rosso coronato del campo; nel 2° fasciato di sei pezzi d'argento e di rosso alias Partito: nel 1° d'oro, al leone di rosso; nel 2° d'argento, a tre fasce di rosso (citato in (16)) |
|        | Del Cresta (Firenze) D'oro, alla cresta di gallo recisa di rosso (citato in (16)) |
|        | Del Cresta (Toscana) (DE) In Gold 1 roter Flügel (citato in (23)) |

### Deld
| Stemma | Casato e blasonatura |
| ------ | --- |
|        | Del Doce o Del Duce o Del Duca (Tropea) spaccato nel primo di rosso con rastrello a tre pendenti d'oro, nel secondo bandato d'oro e d'azzurro (citato in BLCL) Immagine e notizie storiche in Tropea Magazine.                |
|        | Del Drago (Roma) d'azzurro al drago d'oro (citato in (4) – Vol. II pag. 636) alias d'azzurro, al drago coronato d'oro (Immagine nell' Archivio Storico Capitolino (PDF) (archiviato dall'url originale il 23 febbraio 2017).) |
|        | Del Drago (Roma) (la blasonatura non è stata ancora caricata) (Immagine nell' Archivio Storico Capitolino (PDF).) |
|        | Del Duce (Tropea) (LA) (la blasonatura non è stata ancora caricata) (citato in BLCL) Notizie storiche in Tropea Magazine. |

### Dele
| Stemma | Casato e blasonatura |
| ------ | --- |
|        | De Leenis (Roma) (la blasonatura non è stata ancora caricata) (immagine dello Stemmario reale di Baviera.) |
|        | De Lege o Legé (Pavia, Tortona) D'oro, al leone al naturale, tenente con le branche uno scettro trifogliato d'argento, posto in banda, con il capo d'azzurro, all'aquila di nero, cucita, coronata d'oro, posta dietro un libro d'argento aperto, ciascuna pagina carica del motto LEX ripetuto tre volte una sull'altra (citato in (18)) |
|        | De Legeri o De Legeriis Troncato, al 1° di rosso (?), al giglio d'oro sinistrato da una mola (?) dello stesso, al 2° d'oro, a due pianticelle (?) di verde (?), con tre foglie ciascuna, nutrite nella pianura di verde (?), con il capo d'oro, carico di un'aquila di nero (citato in (16)) |
|        | De Legistis (Abruzzo) Spaccato: nel 1° d'argento all'aquila di nero tenente cogli artigli due spade al naturale attorniate da due nastri bianchi col motto VIVA MARIA; nel 2° d'azzurro a tre pali d'argento; colal fascia dello stesso attraversante sulla partizione (citato in DAlena) |
|        | De Lei (Roma) (la blasonatura non è stata ancora caricata) (immagine dello Stemmario reale di Baviera.) |
|        | De Leitenburg e Leitenburg (Trieste, Friuli Venezia Giulia - Palermo]) Titoli: Nobile del S.R.I. inquartato: nel 1° e 4° d'azzurro al leone di oro; nel 2° e 3° d'oro alla campagna di verde sostenente una torre al naturale, merlata di tre, con la porta chiusa e finestrata di 2 (citato in (4) – Vol. II pag. 86 e Vol. IV pag. 86) leone rampante di oro su azzurro - torre al naturale posta su terrazzo di verde su oro (citato in (27)) Cimiero: un leone rampante d'oro Svolazzi: cercine e svolazzi d'oro e d'azzurro |
|        | De Leitgeb (Austria) Titoli: nobile e cavaliere dell'I. A. inquartato: al 1° d'azzurro a tre stelle d'oro (8), male ordinate; al 2° d'oro al destrocherio armato ed impugnante una spada posta in palo, il tutto di nero; al 3° di nero a tre fasce d'oro; al 4° di rosso, ad una palizzata occupante la metà della linea mediana, accostata ad una torre, il tutto d'argento (citato in (4) - Vol. IV pag. 87) 3 stelle (8 raggi) di oro poste 1,2 su azzurro - braccio destro armato uscente da destra afferrante con la mano una spada posta in palo tutto di nero su oro - 3 fasce di oro su nero - torre fortificata a sinistra affiancata da una palizzata sempre a sinistra tutto di argento e uscente dalla punta su rosso (citato in (27)) Cimiero: a destra il destrocherio dello scudo; a sinistra, una penna di struzzo d'argento fra due di rosso |
|        | De Lellis (Molise) Di ... alla fenice sulla sua immortalità, mirante un sole di ... posto nel cantone destro del capo) (citato in DAlena) |
|        | De Lentubus (Roma) (la blasonatura non è stata ancora caricata) (immagine dello Stemmario reale di Baviera.) |
|        | De Leon (Barletta) d'azzurro, al leone d'oro, lampassato di rosso (Immagine nella Raccolta stemmi Trippini (JPG).) |
|        | De Leonardis (Calabria, Bari, Rutigliano) Titolo: nobile d'oro al leone d'azzurro rampante, lampassato di rosso e sormontato nel capo da un lambello di tre pendenti di rosso (citato in (29)) |
|        | De Leone (Spagna, Bari, Rutigliano) d'argento a due leoni affrontati al naturale sostenenti insieme un calice di rosso accompagnato in capo da un crescente d'azzurro, sormontato da tre stelle di sei raggi dello stesso (citato in (29)) |
|        | De Leone Pandolfelli (Barletta, Napoli) Titolo: nobili di Barletta di argento ad un calice di rosso sostenuto da due leoni al naturale controrampanti, ed accompagnato nel capo da un crescente di azzurro e da tre stelle dello stesso disposte 1 e 2 (citato in SPRE - Vol. IV pag. 93) d'argento al calice di rosso sostenuto da due leoni al naturale controrampanti, accompagnati da un crescente d'azzurro a tre stelle dello stesso (citato in (19)) calice di rosso sostenuto da - 2 leoni controrampanti al naturale cimato da - luna montante di azzurro su argento - 3 stelle (5 raggi) di azzurro poste 1,2 in alto su argento (citato in (27)) |
|        | De Leoni (Roma) fascia di oro su azzurro - 2 leoni controrampanti di oro reggenti con una zampa anteriore una luna montante di argento in basso su azzurro (citato in LEOM) (Immagine nell' Leoni.pdf#view=fit&navpanes=1 Archivio Storico Capitolino.) |
|        | De Leoni (Firenze, Roma) Titolo: nobili di Roma di nero con due leoni affrontati d'oro sostenenti un crescente dello stesso (citato in SPRE - Vol. IV pag. 97) 2 leoni controrampanti di oro reggenti con una zampa anteriore una luna montante dello stesso su nero (citato in LEOM) alias di azzurro al leone di argento tenente un giglio d'oro (citato in SPRE - Vol. IV pag. 97) leone rampante di argento tenente con la destra un giglio di oro su azzurro (citato in LEOM) alias di azzurro alla fascia d'oro accompagnata in punta da due leoni, affrrontati, di oro sostenente un crescente di argento (citato in SPRE - Vol. IV pag. 97) Cimiero: un leone |
|        | De Leonibus (Roma) (la blasonatura non è stata ancora caricata) (immagine dello Stemmario reale di Baviera.) |
|        | De Leonibus (Roma) (la blasonatura non è stata ancora caricata) (immagine dello Stemmario reale di Baviera.) |
|        | De Leoninis (Roma) (la blasonatura non è stata ancora caricata) (immagine dello Stemmario reale di Baviera.) |
|        | De Lerma (Abruzzo) Inquartato: nel 1° e 4° di rosso alla croce gigliata d'oro, nel 2° e 3° d'azzurro al crescente d'argento (citato in DAlena) |
|        | De Lescheraine Titolo: conti di Vinadio e Sambuco; signori di Pertengo D'azzurro, alla banda noderosa, d'oro alias Inquartato, al 1° di Lescheraine, al 2° e 3° di Palatinato del Reno, al 4° di Baviera Motto: Sine macula - Sans tache (citato in (18)) |
|        | De Letis (Molise) (la blasonatura non è stata ancora caricata) (citato in DAlena) |
|        | de Leto o D'Alitto o De Letto (Molise) Partito inchiavato di due pezzi e due metà d'argento su tre pezzi di rosso (citato in DAlena) |
|        | de Leto (Sicilia) Di rosso alla fonte d'argento con la gru al naturale in atto di bere (citato in DAlena) |
|        | De Letto (la blasonatura non è stata ancora caricata) (citato in DAlena) |
|        | De Letto (Napoletano) (la blasonatura non è stata ancora caricata) (citato in (22)) |
|        | Deleuse (L'Escarene) Titolo: nobile; conte d'oro con albero al naturale (citato in (26)) |
|        | De Leva (Modica) Titolo: barone di Leonfante, barone di San Cataldo e Inferno inquartato: nel 1° di verde, alla torre accompagnata da 13 stelle d'oro; nel 2° d'argento, a tre leoni di rosso leoparditi, uno sull'altro; nel 3° di verde, all'elefante d'oro; nel 4° d'argento, a sette palme di verde poste 3, 3, 1 (citato in SPRE - Vol. IV pag. 106) (arma ignota) (citato in Mango e in (27)) torre uscente dalla partizione al naturale accompagnata da - 13 stelle (5 raggi) di oro poste in semicerchio su verde - 3 leoni passanti di rosso un sull'altro su argento - elefante di oro passante su verde - 7 alberi di palma sradicati di verde posti 3,3,1 su argento (citato in LEOM) Notizie storiche in Famiglie nobili di Sicilia. |
|        | De Leva Sovico (Milano) 3 stelle (5 raggi) di oro poste 2,1 su azzurro - luna figurata montante di argento su azzurro in alto (citato in LEOM) |

### Delf
| Stemma | Casato e blasonatura |
| ------ | --- |
|        | Del Fango (Biella) Titolo: consignori di Castellengo e Mottalciata D'azzurro, a due cordoni color terreo, posti in sbarra, accompagnati da due stelle (6) d'oro alias D'azzurro, alla banda d'argento, orlata da due cordoni color terreo, accompagnata da due stelle (6) d'oro (citato in (18)) |
|        | Del Fantasia (Firenze) D'azzurro, alla testa e collo di drago di verde, lampassato e reciso di rosso, il collo trapassato da una freccia posta in sbarra cadente al naturale; il tutto accompagnato in capo da due gigli d'oro ordinati fra i tre pendenti di un lambello di rosso (citato in (16)) |
|        | Del Fede (Firenze) D'azzurro, alla fede di carnagione vestita di rosso, accompagnata in capo da un giglio dello stesso, e in punta da un monte di sei cime d'oro, talvolta accostato da due stelle a otto punte dello stesso (citato in (16)) |
|        | Del Fede (Toscana) (DE) In Blau 1 rote Lilie und 1 schwebender goldener Sechsberg pfahlweise, die Lilie beidseitig begleitet von 1 aus dem rechten Schildrand hervorkommenden linken und 1 aus dem linken Schildrand hervorkommenden rechten Hand, der Sechsberg beidseitig begleitet von je 1 achtstrahligen goldenen Stern (citato in (23)) |
|        | Del Fede (Toscana) (DE) Unter 1 blauen Schildhaupt, darin 1 mit 1 roten Kreuz belegte silberne Scheibe, in Silber 3 rote Balken, überdeckt von 1 roten Schrägbalken (citato in (23)) |
|        | Del Fede (Toscana) (DE) In Blau 1 roter Schrägbalken, beidseitig begleitet von je 1 schwebenden goldenen Sechsberg (citato in (23)) |
|        | Del Fiamma (Firenze) D'argento, a tre fiamme di rosso, 2.1 (citato in (16)) |
|        | Delfico (Abruzzo) D'argento all'albero d'alloro di verde fruttato d'oro col capo d'azzurro, al crescente d'argento Motto: Eat in posteros delphica laurus (citato in DAlena) |
|        | Delfina o Delfino (Ovada) D'azzurro, al delfino d'argento con la coda ripiegata verso il capo, natante su un mare ombreggiato d'argento, accompagnato nel capo da tre stelle di sei raggi d'oro, poste 1, 2 (citato in (31)) |
|        | Delfini d'azzurro, a tre delfini d'oro, natanti l'uno sopra l'altro (citato in (5) – pag. 166) |
|        | Delfini (Toscana) (DE) In Blau 3 schräggelegte silberne Delphine pfahlweise (citato in (23)) |
|        | Delfini (Firenze) Partito d'argento e d'azzurro, al delfino natante attraversante d'oro alias D'azzurro, a tre delfini natanti d'oro, ordinati l'uno sull'altro (citato in (16)) |
|        | Delfini (Toscana) (DE) In silber-blau gespaltenem Feld 1 schräggelegter silberner Delphin (citato in (23)) |
|        | Delfini (Firenze) Inquartato decussato d'argento e di rosso, a quattro delfini guizzanti in palo dell'uno nell'altro (citato in (16)) |
|        | Delfinigo (Venezia) (FR) Parti d'or et d'azur, à deux dauphins en pals et adossés, de l'un à l'autre. (citato in JB Rietstap (archiviato dall'url originale il 13 agosto 2020).) |
|        | Delfino (Cuneo) Titolo: conti di Trivero D'azzurro, al delfino al naturale, sormontato da una stella d'argento Motto: Acquiescat rationi voluntas - Doersum numquam (citato in (18)) |
|        | Delfino o Delfini (Caraglio) Titolo: consignore di Castelmagno; conte di Trivero D'azzurro, al delfino d'argento, sormontato da una stella (6) d'oro (citato in (18)) in campo di azzurro un delfino d'argento, accompagnato da una stella d'oro in capo dello scuydo (citato in (26)) alias d'azzurro, al delfino al naturale, sormontato da una stella d'argento (citato in (26)) Cimiero: l'aquila che coll'artiglio destro afferra un tizzone acceso / una fiamma di fuoco Motto: Acquiescat rationi voluntas - Deorsum numquam                                                                            |
|        | Delfino (Savigliano) D'oro, al giglio di rosso, sormontato da due pappagalli al naturale, con un delfino d'argento in punta che abbocca il giglio (citato in (18)) |
|        | Delfino o Delfini (Cherasco) D'azzurro, al delfino d'argento, coronato d'oro e sormontato da una stella d'argento (citato in (18)) |
|        | Delfino (Genola) Titolo: consignori di Costigliole Saluzzo D'azzurro, al delfino d'argento, sormontato da una stella dello stesso Motto: Acquiescat rationi (citato in (18)) |
|        | Delfino (Roma) Titolo: conti D'azzurro, a tre delfini d'argento, posti in fascia, l'uno sull'altro, volti a sinistra (citato in (18)) |
|        | Delfino (Sicilia) di rosso, a tre delfini d'argento, ordinati in fascia (posti in fascia e ordinati in palo ?) (citato in Mango) |
|        | Del Fonda Minucci (Siena) Di rosso, allo scaglione d'argento accompagnato da tre gigli dello stesso, 2.1 (citato in (16)) |
|        | Del Forese (Firenze) D'argento, alla banda del campo bordata d'azzurro e caricata di tre ruote dello stesso (citato in (16)) (DE) In Silber 1 blauer Zwillingsschrägbalken, 3 achtspeichige blaue Räder einschließend (citato in (23)) |
|        | Del Forese (Firenze) D'azzurro, al monte di sei cime d'oro sostenente due leoni affrontati di rosso sormontati da una stella a otto punte d'oro (citato in (16)) |
|        | Del Forte (Firenze) Di nero, a tre teste umane di carnagione, chiomate e barbute al naturale, 2.1, le due affrontate (citato in (16)) |
|        | Del Forte da Vico (Firenze) D'argento, alla fascia ondata d'azzurro accompagnata da tre quadrati dello stesso, 2.1 alias D'argento, alla fascia ondata d'azzurro accompagnata da tre castelli turriti di un pezzo (citato in (16)) |
|        | Del Fracassa (Pisa) D'argento, alla fascia di losanghe accollate di rosso, pomettate sugli angoli acuti (citato in (16)) |
|        | Del Frasca (Firenze) D'azzurro, all'aquila dal volo abbassato d'argento, seminata di crescenti del campo alias D'azzurro, all'aquila dal volo abbassato d'argento, seminata di crescenti di nero (citato in (16)) |
|        | Del Frasca (Toscana) (DE) In Silber-schwarz gespaltenem Feld 1 erniedrigter Sparren in verwechselten Tinkturen (citato in (23)) |
|        | Del Frate (Pistoia) di azzurro all'avambraccio destro vestito di nero uscente in sbarra dal fianco sinistro dello scudo, tenente con la mano di carnagione un martello di ferro in atto di battere sopra un'incudine dello stesso: alla campagna di rosso caricata di una testa d'aquila d'argento (citato in (4) – Vol. III pag. 271) avambraccio destro uscente da destra in sbarra vestito di nero afferrante con la mano di carnagione un martello di nero nell'atto di battere sopra una incudine dello stesso su azzurro - campagna di rosso caricata di una testa di aquila di argento (citato in LEOM) |
|        | Del Frate o Del Frate Cinatti (Firenze) D'azzurro, al monte di sei cime d'oro, sormontato da una palla di rosso (citato in (16)) (DE) In Blau 1 rote Scheibe und 1 schwebender goldener Sechsberg pfahlweise (citato in (23)) |
|        | Del Frate (Firenze) D'oro, alla biscia strisciante di verde, accompagnata in capo da un ramo di rosaio di verde, fiorito di un pezzo di rosso, e in punta da uno scaglione abbassato di rosso (citato in (16)) (DE) In Gold 1 natürliche grünbeblätterte rote Rose, 1 waagerecht gelegte rotgezungte grüne Schlange mit eingeschlagenem Schwanz und 1 erniedrigter roter Sparren untereinander (citato in (23)) |
|        | Del Frate (San Miniato) D'azzurro, al destrocherio di carnagione vestito di rosso, tenente un martello al naturale, nell'atto di battere su un'incudine dello stesso poggiante a destra e movente dalla campagna di rosso caricata di una testa d'aquila d'argento (citato in (16)) |
|        | Del Frate (Siena) Trinciato d'oro e d'azzurro, alla banda dell'uno all'altro alias D'oro, alla banda d'azzurro (citato in (16)) |

### Delg
| Stemma | Casato e blasonatura |
| ------ | --- |
|        | Del Gallo (Roma, Mandela, Roccagiovine, Genova, Penna (Perugia)) d'azzurro al gallo, crestato e barbato di rosso, cantante ed ardito avente nel becco una serpe, rivoltata, ondeggiante sotto ed a destra del gallo in atto di ferirlo; il gallo sormontato da sette stelle (6) ordinate come il grande carro di Boote, il tutto d'oro (citato in (4) – Vol. III pag. 341) gallo passante di oro crestato e barbato di rosso tenente nel becco un serpente ondeggiante in palo di oro testa nell'atto di ferirlo su azzurro - 7 stelle (6 raggi) di oro poste come il carro dell'Orsa maggiore in alto su azzurro (citato in LEOM) Motto: Prudens et vigilans |
|        | Del Gallo (Roma, Mandela, Roccagiovine, Genova, Penna (Perugia)) gallo di oro crestato e barbato di rosso su serpente ondeggiante testa rivolta di oro su azzurro - 7 stelle (6 raggi) di oro in alto a forma del Carro dell'Orsa minore su azzurro (citato in LEOM) |
|        | Del Gallo (Firenze) Di rosso, al leone d'oro (citato in (16)) |
|        | Del Gallo (Pistoia) D'oro, all'albero di verde nodrito sulla campagna dello stesso, e attraversato al tronco da un cinghiale di nero, cinghiato d'argento, passante sulla campagna medesima; il tutto abbassato sotto il capo d'Angiò (citato in (16)) |
|        | Del Gamba da Gangalandi (Firenze) Di..., a tre gamberi passanti di..., 2.1, accompagnati dallo scudetto di Gangalandi posto in cuore (citato in (16)) |
|        | del Garbo (Firenze) D'argento, alla croce d'azzurro caricata di cinque stelle a otto punte d'oro, 1.3.1 (citato in (16)) (DE) In Silber 1 blaues Kreuz, belegt mit 5 achtstrahligen goldenen Sternen (citato in (23)) |
|        | Del Garga (Siena) (la blasonatura non è stata ancora caricata) (citato in BNDD) Immagine ne L'araldica sarteanese nei secoli. |
|        | Del Gatta (Firenze) D'oro, al gatto sedente di nero (citato in (16)) |
|        | Del Gesso (Abruzzo) (la blasonatura non è stata ancora caricata) (citato in DAlena) |
|        | Del Ghirlandaio (Firenze) Di..., a tre ghirlande di..., 2.1 (citato in (16)) |
|        | Del Giglio (Firenze) Di rosso, alla branca di leone posta in banda d'oro; e al capo d'azzurro sostenuto da una divisa e caricato di un giglio accostato da due stelle a otto punte, il tutto d'oro (citato in (16)) |
|        | Del Giocondo (Firenze) D'azzurro, alla fascia d'oro caricata di tre gigli del campo e accompagnata da tre stelle a otto punte d'oro, 2.1; il tutto sormontato da un lambello di rosso (oppure dal capo cucito d'Angiò (citato in (16)) (DE) In Blau 1 mit 3 blauen Lilien belegter goldener Balken, begleitet oben von 2, unten von 1 achtstrahligen goldenen Stern, das Ganze überhöht von 1 vierlätzigen roten Turnierkragen mit je 1 goldenen Lilie zwischen den Lätzen (citato in (23)) alias D'azzurro, alla fascia d'oro caricata di tre gigli del campo e accompagnata da tre stelle a otto punte d'oro, 2.1; il tutto sormontato dal capo cucito d'Angiò (citato in (16)) alias D'azzurro, alla fascia d'oro caricata di tre gigli del campo e accompagnata da tre stelle a otto punte d'oro, 2.1; il tutto sormontato da un lambello di rosso; con il capo di Santo Stefano (citato in (16)) |
|        | Del Giocondo (Toscana) (DE) In Blau 1 goldener Balken, begleitet oben von 2, unten von 1 achtstrahligen goldenen Stern (citato in (23)) |
|        | Del Giocondo (Toscana) (DE) In Blau 1 goldener Balken, begleitet oben von 1 vierlätzigen roten Turnierkragen mit je 1 goldenen Lilie zwischen den Lätzen, unten von 1 achtstrahligen goldenen Stern (citato in (23)) |
|        | Del Giorno (Salerno) (la blasonatura non è stata ancora caricata) (Immagine nella Raccolta stemmi Trippini (JPG).) |
|        | Del Giudice (Napoli, Belmonte Calabro) Titolo: nobile, duca di Tortora col predicato di Tracchina inquartato di rosso e d'azzurro alla croce dentata d'argento (citato in (4) – Vol. III pag. 114 e in (19)) |
|        | Del Giudice (Conegliano, Treviso, Milano) Titolo: nobile partito: al 1º d'argento; al 2º d'azzurro a tre scaglioni d'oro (citato in (4) – Vol. III pag. 480) argento pieno - 3 scaglioni di oro su azzurro (citato in LEOM) |
|        | Del Giudice (Napoli, Belmonte Calabro) Titolo: duca di Tortora; marchese di Casalincontra inquartato di rosso e di nero alla croce patente d'argento dentata attraversante sul tutto (citato in (4) – Vol. III pag. 480 e in (22)) Inquartato di rosso e di nero con una croce dentata d'argento attraversante sul tutto (citato in DAlena e in (22)) croce patente dentata di argento su inquartato di rosso e di nero (citato in LEOM) Notizie storiche in Nobili napoletani. |
|        | Del Giudice o Lo Giudice o Giudice (Messina, Palermo, Marsala) Titolo: barone del Sollazzo inquartato d'azzurro e di rosso, alla croce dentata d'argento; al capo d'oro caricato dall'aquila bicipite di nero coronata sulle due teste (citato in Mango) inquartato d'azzurro, e di rosso con una croce dentata d'argento broccante sul tutto; al capo d'oro, caricato da un'aquila bicipite coronata, e spiegata di nero (citato in (25)) alias Inquartato di rosso e di nero con una croce spinata d'argento attraversante sul tutto (citato in Mango) alias (partito di rosso e d'azzurro, alla banda d'argento attraversante; al capo d'oro caricato di un'aquila nescente coronata di nero) (citato in Mango) Corona di barone Notizie storiche in Famiglie nobili di Sicilia. |
|        | Del Giudice di Vinchiaturo (Napoli) Titolo: marchese di Vinchiaturo inquartato: nel 1º di nero a 4 fasce d'argento; nel 2º di rosso al leone d'oro nascente; nel 3º di argento alla fascia di azzurro caricata di tre stelle d'oro; nel 4º d'azzurro a tre monti d'oro; attraversante sul tutto una fascia d'azzurro bordata d'argento, caricata di tre rose a destra, di tre gigli da giardino a sinistra, il tutto d'oro (citato in (4) – Vol. III pag. 481 e in (22)) fascia di azzurro bordata di argento caricata a sinistra da 3 rose di oro e a destra da 3 gigli di giardino dello stesso su - 4 fasce di argento su nero - leone rampante nascente dalla fascia di oro su rosso - 3 stelle (5 raggi) di oro su fascia di azzurro su argento - 3 monti al naturale di oro uscenti dalla punta su azzurro (citato in LEOM)                                                                     |
|        | Del Golia (Siena) Inquartato decussato d'azzurro e d'argento, a quattro crescenti montanti dell'uno nell'altro alias Inquartato decussato d'argento e d'azzurro, a quattro crescenti montanti dell'uno nell'altro alias Inquartato decussato d'azzurro e d'oro, a quattro palle dell'uno nell'altro (citato in (16)) |
|        | Del Gorgiera (Siena) Di rosso, a due pastorali posti in palo d'oro ordinati l'uno accanto all'altro (citato in (16)) |
|        | Del Grande (Pisa) d'azzurro a tre delfini d'oro natanti in fascia l'uno sull'altro, sormontati a destra, da una stella di oro di sei raggi; a sinistra, da un crescente d'argento (citato in (4) – Vol. III pag. 535) 3 delfini di oro posti in fascia un sull'altro le code verso l'alto su azzurro - stella (6 raggi) di oro in alto a sinistra - luna di argento in alto a destra su azzurro (citato in LEOM) |
|        | Del Grande (Pescia) D'azzurro, a tre pesci d'oro natanti l'uno sull'altro, accompagnati in capo da una stella a sei punte d'oro a destra e da un crescente figurato volto d'argento a sinistra alias D'azzurro, a tre delfini d'oro natanti l'uno sull'altro, accompagnati in capo da una stella a sei punte d'oro a destra e da un crescente figurato volto d'argento a sinistra (citato in (16)) |
|        | Del Grande (Pescia) (DE) In Blau 3 waagerecht gelegte goldene Delphine pfahlweise, oben begleitet von 1 achtstrahligen goldenen Stern und 1 zunehmenden und gesichteten silbernen Halbmond balkenweise (citato in (23)) |
|        | Del Grasso (Firenze) D'argento, al leone di rosso rampante ad un monte di sei cime dello stesso e ad un ramo di rosaio al naturale fiorito di rosso, nodrito sul monte stesso alias D'azzurro, al leone d'oro sostenuto da un monte di sei cime dello stesso e tenente un giglio da giardino al naturale (citato in (16)) |
|        | Del Grasso (Firenze) Partito di... e di..., alla stella a otto punte attraversante di... (citato in (16)) |
|        | Del Grasso (Toscana) (DE) In gold-blau gespaltenem Feld 1 achtstrahliger facettierter Stern in verwechselten Tinkturen (citato in (23)) |
|        | Del Greco (Firenze) d'azzurro al grifo d'oro (citato in (4) – Vol. III pag. 553) grifo rampante di oro su azzurro (citato in LEOM) |
|        | Del Greco (Modigliana) D'azzurro, al grifone d'oro (citato in (16)) |
|        | Del Grigia (Firenze) Troncato di rosso e d'azzurro, al giglio d'oro posto nel secondo (citato in (16)) |
|        | Del Grilandaio (Toscana) (DE) In Blau 3 goldene Lorbeerkränze, 2:1 gestellt (citato in (23)) |
|        | Del Grillo (Pisa) D'azzurro, al grillo d'oro e alla bordura d'argento caricata di nove palle del campo (citato in (16)) |
|        | Del Grissa (Siena) Di..., al cane rampante di... (citato in (16)) |
|        | Del Guanto (Firenze) Troncato d'argento e d'azzurro, al destrocherio del primo nel secondo, tenente in palo una croce latina di rosso attraversante sul troncato (citato in (16)) |
|        | Del Guanto (Firenze) guanto d'arme visto di dorso di oro su rosso (citato in LEOM) |
|        | Del Guanto (Toscana) (DE) In Blau 1 aus dem linken Schildrand hervorkommender rotbekleideter und silberbehandschuhter Rechtarm, 1 1 silbernes Schildhaupt überdeckendes rotes Hochkreuz haltend (citato in (23)) |
|        | Del Guerrante (Toscana) (DE) Unter 1 blauen Schildhaupt, darin 1 vierlätziger roter Turnierkragen mit je 1 goldenen Lilie zwischen den Lätzen (Capo d'Angiò), silber-rot geviert und überdeckt von 1 blauen Schrägbalken (citato in (23)) |
|        | Del Gufo (Pisa) D'oro, al gufo posato di nero (citato in (16)) |

### Deli
| Stemma | Casato e blasonatura |
| ------ | --- |
|        | De Lia o Delia (Venezia) (FR) Parti de gueules à la fasce abaissée d'azur, et de gueules à la fasce haussée d'or, les fasces s'entretouchant de leurs angles. (citato in JB Rietstap (archiviato dall'url originale il 13 agosto 2020).) |
|        | Deliaspinal (Venezia) (FR) D'or, à la fasce vivrée de sinople. (citato in JB Rietstap (archiviato dall'url originale il 13 agosto 2020).) |
|        | De Lichorio o Liquori o Liori (Sicilia) di rosso, al leone d'oro, tenente con le zampe una scure d'argento alias d'oro, alla croce gigliata di rosso (citato in Mango) |
|        | De Lielliis (Roma) (la blasonatura non è stata ancora caricata) (immagine dello Stemmario reale di Baviera.) |
|        | De Liermo (Sicilia) d'azzurro, al guerriero armato di tutte pezze d'argento, tenente ai fianchi legati due cani dello stesso, accompagnato da una croce patente d'oro, posta nel canton destro del capo, da due serpenti d'oro, inalberati, combattenti posti nel canton destro della punta, ed un albero al naturale nel canton sinistro della punta (citato in Mango) |
|        | De Ligny (Molise) Di rosso caricato di uno scaglione a tre scaglioni d'argento sormontato da un lambello a tre pendenti dello stesso (citato in DAlena) |
|        | De Liguoro (Napoli, Milano)Titolo: barone sul nome; conte di Celso, Priego; duca di S. Nicola, Pozzomauro, Canzano; principe di Presicce, Pollica, Montefalcone troncato d'azzurro e d'oro al leone dell'uno nell'altro con la fascia d'argento attraversante sulla troncatura (citato in (22)) Notizie storiche in Nobili napoletani. |
|        | Delii (Cesena) (la blasonatura non è stata ancora caricata) (citato in BLCW) Immagine in Blasone Cesenate. |
|        | De Liliis (Roma) (la blasonatura non è stata ancora caricata) (immagine dello Stemmario reale di Baviera.) |
|        | De Liliis (Roma) (la blasonatura non è stata ancora caricata) (immagine dello Stemmario reale di Baviera.) |
|        | De Lionardo Calvo (Roma) (la blasonatura non è stata ancora caricata) (immagine dello Stemmario reale di Baviera.) |
|        | De Lischis (Roma) (la blasonatura non è stata ancora caricata) (immagine dello Stemmario reale di Baviera.) |
|        | De Lisi (Messina) Titolo: barone della decima degli agnelli e delle pecore di Taormina, nobili dei baroni partito: al 1° d'azzurro, a due spade al naturale, poste in decusse con la punta in alto; al 2° d'argento, al fiordaliso d'azzurro (citato in SPRE - Vol. IV pag. 124) partito il 1° d'azzurro a due spade al naturale, 2° d'argento al giglio d'azzurro (citato in (19)) partito: al 1° d'azzurro, a due spade al naturale, poste in decusse con la punta in alto; al 2° d'argento al fiordaliso d'azzurro (citato in LEOM) 2 spade incrociate punte in alto al naturale su azzurro - giglio di azzurro su argento (citato in LEOM) Notizie storiche in Famiglie nobili di Sicilia. |
|        | De L'Isle (Francia) Di rosso alla croce pomata d'oro (citato in DAlena) |
|        | Delitala (Roma, Cagliari, Bolotana, Bosa, Parma) di verde al mastio merlato, fortificato da tre torri pure merlate con la torre di mezzo più alta e sormontata da 2 ali d'aquila; il tutto posato sopra tre montagne al naturale Cimiero: elmo da nobile ornato dei lambrecchini degli smalti dello scudo. Per il ramo marchionale aggiungere la corona di marchese Motto: Bonorum operum gloriosus est fructus (citato in (4) – Vol. II pag. 605 e in DAlena) |
|        | Delitala (Sardegna) castello (3 torri) alla guelfa su 5 monti ristretti di argento uscenti dalla punta su verde - volo (2 ali) di argento in alto su verde (citato in LEOM) |
|        | Delitala (Codrongianus, Pozzomaggiore, Sassari) inquartato: al 1º e 4º di rosso al castello di argento fondato sopra un monte di tre cime di verde; al 2º e 3º d'argento alla testa di moro al naturale, bendata del campo, recisa, sanguinante di rosso con un fiordaliso d'oro nel punto destro del capo (citato in (4) – Vol. II pag. 606) torrione di argento su 3 cime di verde al naturale uscenti dalla partizione su rosso - testa di moro di profilo al naturale attorcigliata di argento e recisa di rosso su argento - giglio di oro su argento in alto a sinistra (citato in LEOM) Cimiero: elmo da nobile ornato dei lambrecchini degli smalti dello scudo                        |
|        | Delitala di Manca (Sardegna) (la blasonatura non è ancora caricata) Motto: Honorum, operum, gloriosus est fructus (citato in (10)) |
|        | De Litiniis (Roma) (la blasonatura non è stata ancora caricata) (immagine dello Stemmario reale di Baviera.) |